# Power Data Grapple Fixture

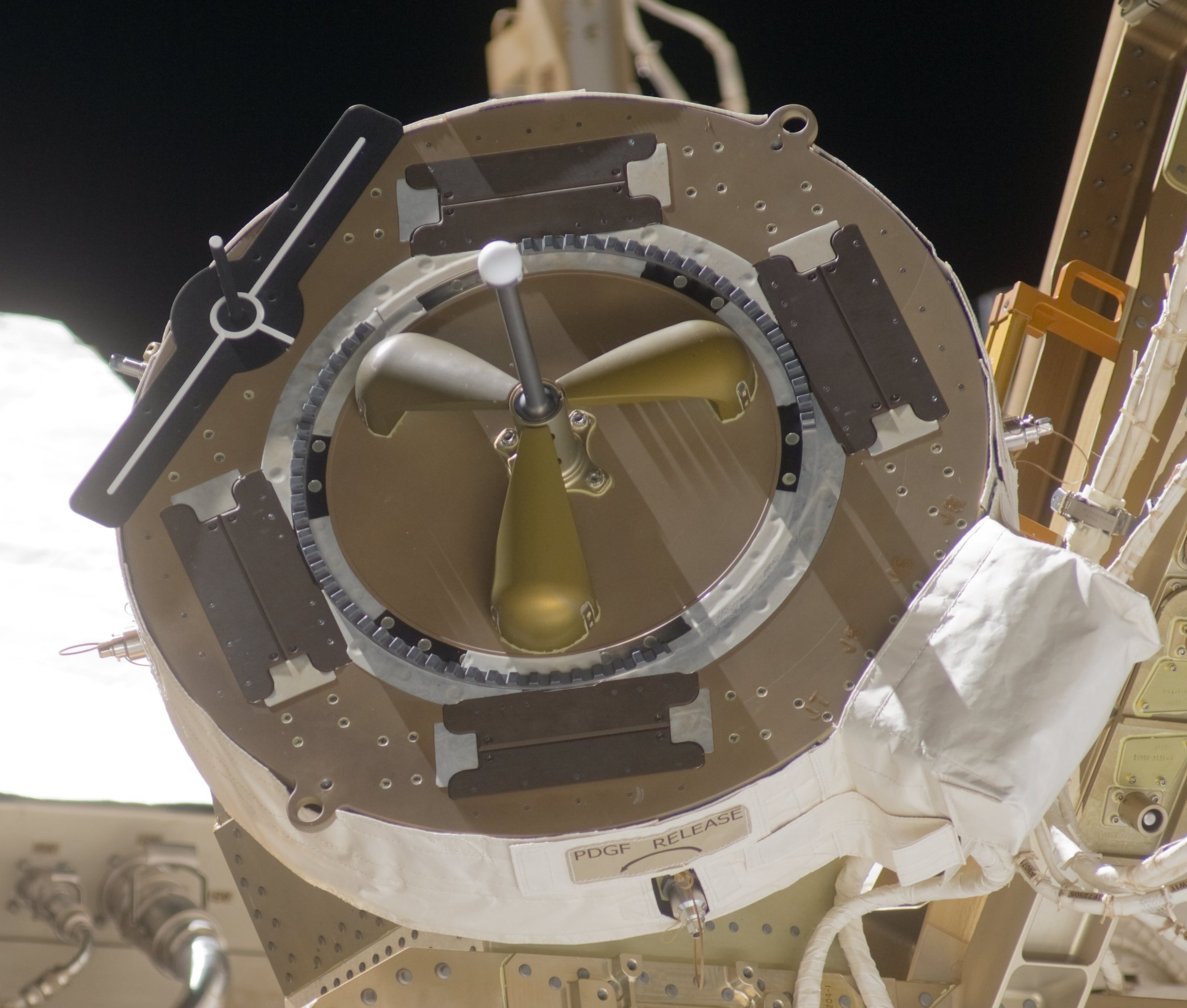
Estructura de Agarre, Transferencia de Datos y Energía en la Estación Espacial Internacional.

Una Power Data Grapple Fixture (PDGF) o Estructura de Agarre, Transferencia de Datos y Energía es una agarradera macho usada en la Estación Espacial Internacional para conectar el brazo robótico Canadarm2.
Las PDGFs permiten al Canadarm2 engancharse, agarrar, manipular y desatarse de varios lugares a lo largo de la ISS. Las PDGFs tienen apariencia delgada con una sonda central y 3 "alas" curvadas que parecen girar para mantener el brazo en su lugar.